# Hoàng Bá Hi Vận
Hoàng Bá Hy Vận (zh. huángbò xīyùn/Huang-po 黃蘖希運, ja. ōbaku kiun), ?-850, là một vị Thiền sư Trung Quốc, một trong những nhân vật nổi tiếng của Thiền tông đời nhà Đường. Sư là Pháp tự của Thiền sư Bách Trượng Hoài Hải và là thầy của Lâm Tế Nghĩa Huyền, người đã sáng lập dòng thiền Lâm Tế được truyền cho đến ngày nay. sư có 13 môn đệ đắc pháp. Tướng quốc Bùi Hưu có cơ duyên được học hỏi nơi sư và để lại hậu thế quyển sách quý báu với tên Hoàng Bá Sơn Đoạn Tế Thiền sư truyền tâm pháp yếu, được gọi tắt là Hoàng Bá truyền tâm pháp yếu. Những lời dạy của sư trong sách này là những nguồn cảm hứng sâu đậm nhất trong thiền ngữ.

## Cơ duyên và hành trạng
Sư người tỉnh Mân (Phúc Kiến), Hồng Châu, thuở nhỏ xuất gia trên núi Hoàng Bá. Sư cao lớn vạm vỡ, trên trán có cục u như hạt châu, âm thanh trong trẻo, ý chí đạm bạc. Ban đầu nghe danh Mã Tổ, sư muốn đến học đạo, nhưng khi đến nơi thì Tổ đã tịch. Sau đó sư đến yết kiến Bách Trượng. Cơ duyên với Bách Trượng được truyền lại như sau (Thích Thanh Từ dịch):
Bách Trượng hỏi: "Chững chạc to lớn từ đâu đến?" Sư thưa: "Chững chạc to lớn từ Lĩnh Nam đến." Bách Trượng lại hỏi: "Chững chạc to lớn sẽ vì việc gì?" Sư đáp: "Chững chạc to lớn chẳng vì việc khác" và lễ bái, hỏi: "Từ trước tông thừa chỉ dạy thế nào?" Bách Trượng lặng thinh. Sư thưa: "Không thể dạy người sau, dứt hẳn mất." Bách Trượng bảo: "Sẽ nói riêng với ngươi." Bách Trượng đứng dậy đi vào phương trượng, Sư đi theo sau thưa: "Con đến riêng một mình." Bách Trượng bảo: "Nếu vậy ngươi sau sẽ không cô phụ ta."
Một hôm Bách Trượng bảo chúng: "Phật pháp không phải là việc nhỏ, lão tăng xưa bị Mã Tổ quát một tiếng, đến ba ngày vẫn còn ù tai." Nghe như vậy, sư bỗng ngộ yếu chỉ, bấc giác le lưỡi.
Bách Trượng hỏi Sư: "Ở đâu đến?" Sư thưa: "Nhổ nấm núi Đại Hùng đến." Bách Trượng hỏi: "Lại thấy đại trùng (con cọp) chăng?" Sư làm tiếng cọp rống, Bách Trượng cầm búa thủ thế. Sư tát Bách Trượng một cái, Bách Trượng cười to bỏ đi. Sau, Bách Trượng thượng đường bảo chúng: "Dưới núi Đại Hùng có con đại trùng, các ngươi nên xem. Lão tăng hôm nay đích thân gặp và bị nó cắn."
Với lời này, Bách Trượng đã công nhận sư là người nối pháp. Sau sư về trụ trì chùa Đại An ở Hồng Châu. Học giả tìm đến rất đông. Chỗ chỉ dạy của sư đều nhằm bậc thượng căn, hạ và trung khó hội được yếu chỉ.

## Pháp ngữ
Sư thượng đường dạy chúng (Thích Thanh Từ dịch):
"... Người học Đạo hễ có một niệm vọng tâm là xa Đạo, ấy là điều tối kị. Hết thảy mọi niệm đều vô tướng, đều vô vi, tức là Phật. Người học Đạo nếu muốn thành Phật thì hết thảy Phật pháp đều không cần phải học, chỉ cần học cái không mong cầu, không chấp trước là đủ. Không mong cầu thì tâm không sinh, không chấp trước thì tâm không diệt. Tám vạn bốn ngàn pháp môn là chỉ đối trị với tám vạn bốn ngàn phiền não, đấy chỉ là Pháp môn giáo hoá tiếp dẫn. Vốn không có pháp nào, sự lìa bỏ chính là Pháp, người biết lìa bỏ chính là Phật. Chỉ cần lìa bỏ mọi phiền não thì không còn pháp gì để chứng đắc cả... Phàm phu nắm lấy ngoại cảnh, đạo nhân nắm lấy tâm. Tâm, cảnh đều quên chính là pháp chân thật. Quên cảnh thì dễ, quên tâm thật khó. Người ta không dám quên tâm, sợ rơi vào hư không rồi không chỗ nắm níu, chứ không biết rằng, Không vốn vô không, chỉ một Pháp giới chân thật mà thôi vậy."
Có vị tăng hỏi: "Làm thế nào để khỏi bị rơi vào giai cấp của quả vị?" Sư đáp: "Chỉ cần suốt ngày ăn cơm mà chưa từng cắn một hạt gạo, suốt ngày đi mà chưa từng đạp một mảnh đất. Ngay khi ấy không có tướng ngã tướng nhân nào, suốt ngày không rời một việc nào cả, không bị cảnh mê hoặc, thế mới gọi là người tự tại. Bất cứ lúc nào, bất cứ niệm nào cũng không bao giờ thấy một tướng nào cả. Đừng cố chấp ba thời trước sau! Chặp trước không đi, chặp nay không đứng, chặp sau không đến. An nhiên vững ngồi, nhiệm vận không câu chấp, thế mới gọi là giải thoát.
Hãy cố lên! Hãy cố lên! Trong pháp môn này, ngàn người vạn người, chỉ được dăm ba. Nếu không nỗ lực công phu, ắt có ngày gặp tai ương. Cho nên nói:
Ra sức đời này cho liễu ngộ
Hoạ kia kiếp kiếp há mang hoài?..."
Đời Đường khoảng niên hiệu Đại Trung, sư tịch tại núi Hoàng Bá. Vua sắc phong là Đoạn Tế Thiền sư.
Sư để lại bài kệ sau để khuyến khích chúng đệ tử (Trần Tuấn Mẫn dịch):
| 塵勞迥脫事非常 繫把繩頭做一場 不是一番寒徹骨 爭得梅花撲鼻香？ | Trần lao quýnh thoát sự phi thường Hệ bả thằng đầu tố nhất trường Bất thị nhất phiên hàn triệt cốt Tranh đắc mai hoa phốc tỷ hương | Vượt khỏi trần lao việc chẳng thường Đầu dây nắm chặt giữ lập trường Chẳng phải một phen xương lạnh buốt Hoa mai đâu dễ ngửi mùi hương. |